# John Whitgift
John Whitgift (Great Grimsby, 1530 – Lambeth, 29 febbraio 1604) è stato un arcivescovo anglicano britannico.
Docente di teologia all'università di Cambridge dal 1567, fu vescovo di Worcester e poi arcivescovo di Canterbury dal 1583 alla morte.
Si trovò in aspro contrasto con Thomas Cartwright.

## Genealogia episcopale
La genealogia episcopale è:
- Cardinale Vital du Four
- Arcivescovo John de Stratford
- Vescovo William Edington
- Arcivescovo Simon Sudbury
- Vescovo Thomas Brantingham
- Vescovo Robert Braybrooke
- Arcivescovo Roger Walden
- Vescovo Henry Beaufort
- Cardinale Thomas Bourchier
- Arcivescovo John Morton
- Vescovo Richard Foxe
- Arcivescovo William Warham
- Vescovo John Longland
- Arcivescovo Thomas Cranmer
- Vescovo William Barlow
- Arcivescovo Matthew Parker
- Arcivescovo Edmund Grindal
- Arcivescovo John Whitgift